# Rookzwak kruit

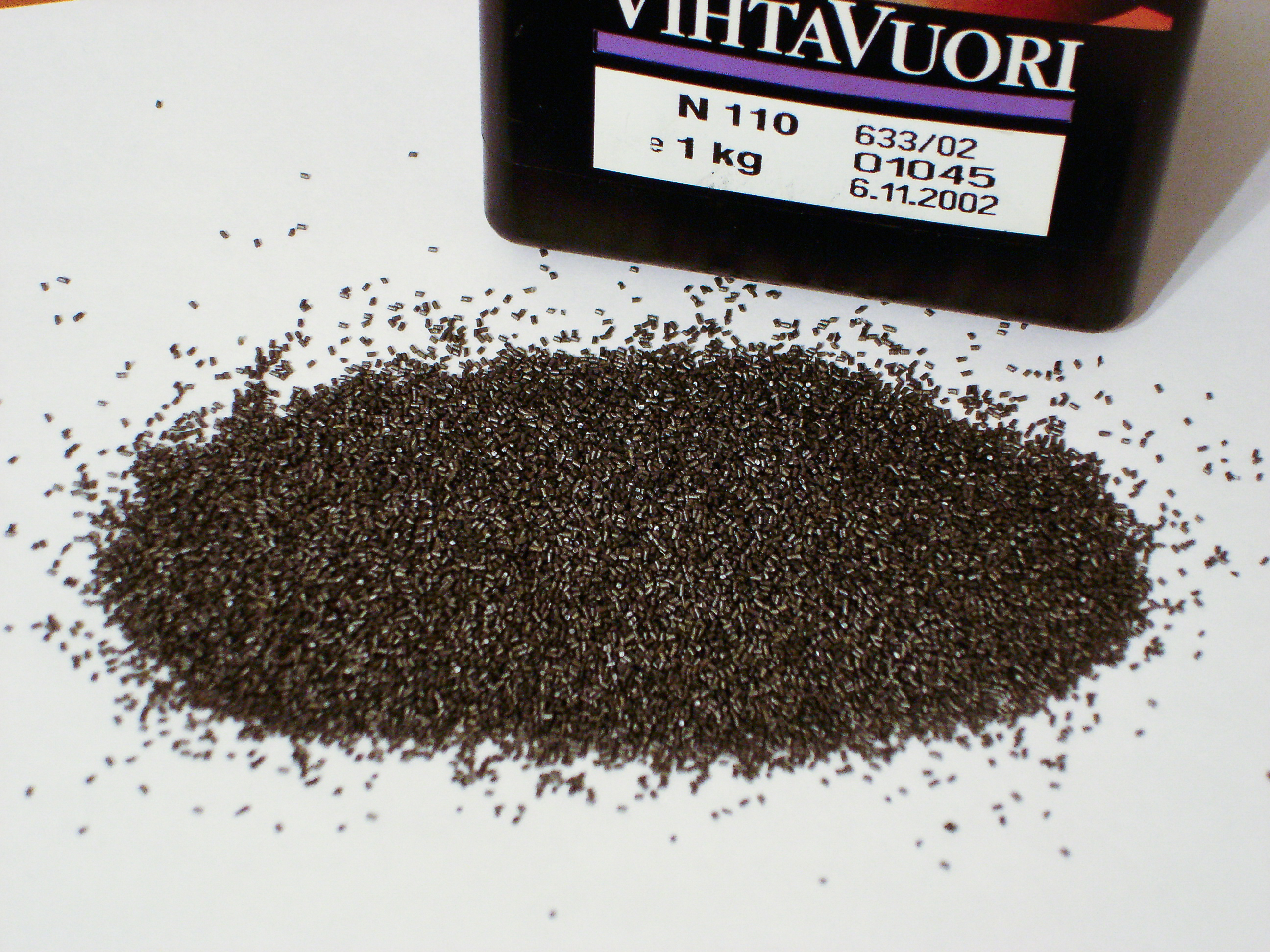
Rookzwak kruit

Rookzwak kruit is de verzamelnaam voor - sedert 1886 toegepaste - voortdrijvende ladingen in vuurwapens, die een verwaarloosbare hoeveelheid rook voortbrengen. Dit in tegenstelling tot het oude zwart buskruit.
Het rookzwakke kruit wordt verkregen door nitreren van cellulose of glycerine.
Verouderde soorten rookzwak kruit zijn cordiet (Engeland), ballistiet en Poudre B (Frankrijk).